# The Last Straw (film fra 1920)
The Last Straw er en amerikansk stumfilm fra 1920 af Denison Clift og Charles Swickard.

## Medvirkende
- Buck Jones som Tom Beck
- Vivian Rich som Jane Hunter
- Jane Talent som Bobby Cole
- Colin Kenny som Dick Hilton
- Charles Le Moyne som Hepburn
- James Robert Chandler som Alf Cole
- William Gillis som Two Bits
- Slim Padgett som Sam McKee
- Hank Bell som Pat Webb
- Zeib Morris som Riley
- Lon Poff som Rev. Beal